# Heros (Gattung)
Heros ist eine in Südamerika weit verbreitete Buntbarschgattung. Das Verbreitungsgebiet der Gattung reicht vom Stromgebiet des Orinoko und dem Amazonasbecken südlich bis zum Rio Guaporé.

## Merkmale
Heros-Arten werden 12 bis 25 Zentimeter lang. Ihr Körper ist hochrückig, oval und seitlich stark abgeflacht. Das Maul ist endständig, die Stirn gerundet. Ihre Grundfarbe ist beige, bräunlich, blaugrau oder grünlich. Dunkle Querbänder, die die Seiten mustern, verblassen mit zunehmendem Alter, bis auf eines, das sich vom weichstrahligen Teil der Rückenflosse bis zur Afterflosse erstreckt. Die Geschlechter sind nicht einfach zu unterscheiden. Die Weibchen sind meist etwas kleiner, nicht so farbig und schlanker. Ein Muster von glänzenden Punkten oder Linien auf der Schnauze ist bei den Männchen meist stärker sichtbar als bei den Weibchen.
Heros-Arten sind Offenbrüter, die ihr umfangreiches, aus mehr als 1000 Eiern bestehendes Gelege auf einen Stein oder eine Wurzel deponieren. Während der Fortpflanzung nehmen die Fische eine dunklere, kontrastreichere Färbung an.

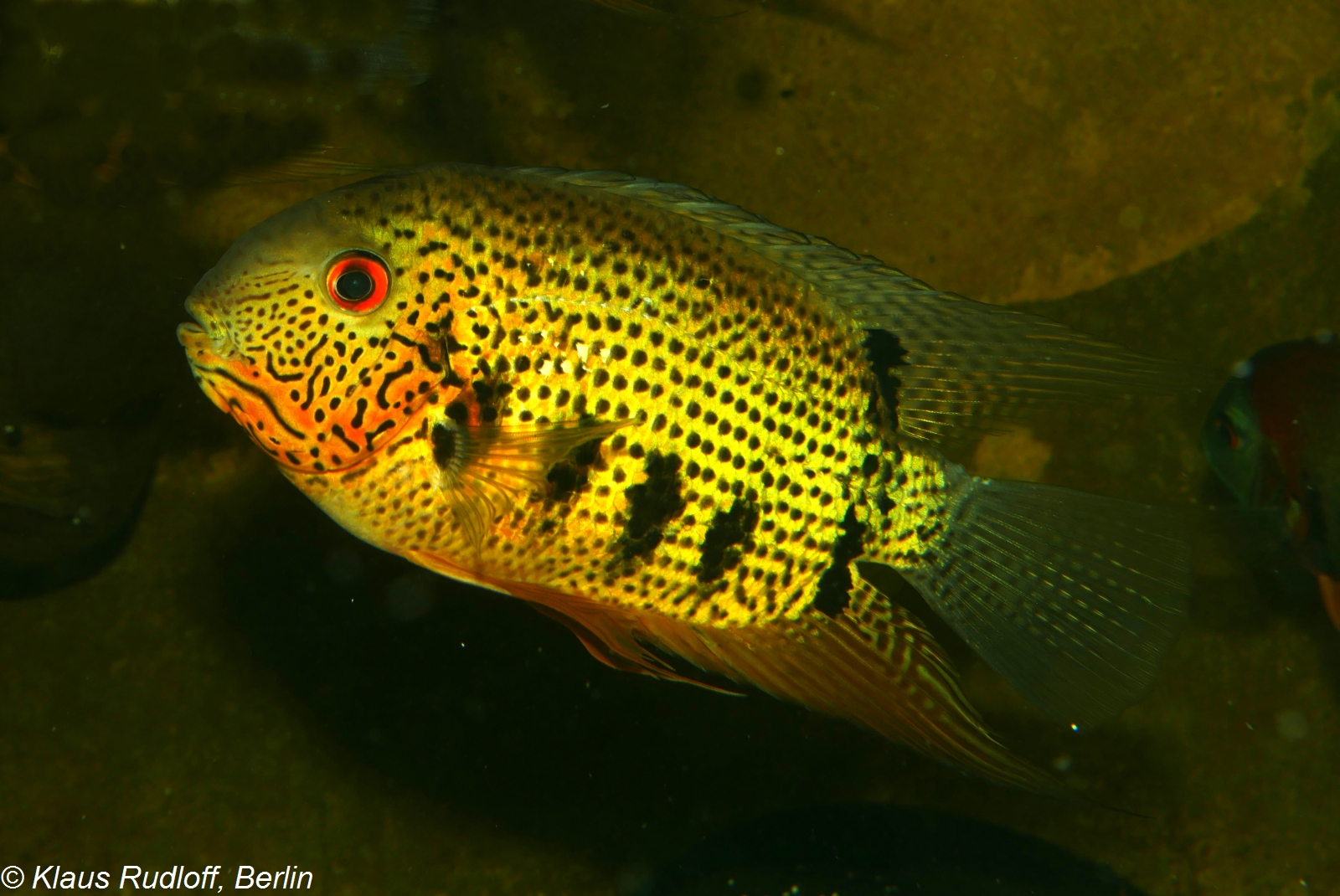
Heros notatus

## Arten
Gegenwärtig (Januar 2021) besteht die Gattung aus fünf beschriebenen Arten.
- Rotkeil-Augenfleckbuntbarsch (Heros efasciatus Heckel, 1840)
- Maulbrütender Augenfleckbuntbarsch (Heros liberifer Staeck & Schindler, 2015)
- Streifen-Augenfleckbuntbarsch (Heros notatus Jardine in Schomburgk, 1843)
- Augenfleckbuntbarsch (Heros severus Heckel, 1840)
- Heros spurius Heckel, 1840

## Äußere Systematik
Heros ist nah mit den Gattungen Mesonauta und Uaru sowie den Diskusfischen (Symphysodon) verwandt und bildet mit diesen eine hochrückige Klade, die Mesonautines genannt wird.